# Milano-Torino 1893
La Milano-Torino 1893, seconda edizione della corsa, si svolse il 29 giugno 1893 su un percorso di 150 km. La vittoria fu appannaggio dell'italiano Luigi Airaldi, che completò il percorso in 5h15'00", precedendo i connazionali Giacomo Capella e Luigi Masetti.

## Ordine d'arrivo (Top 10)
| Pos. | Corridore                   | Squadra | Tempo    |
| ---- | --------------------------- | ------- | -------- |
| 1    | Luigi Airaldi               | -       | 5h15'00" |
| 2    | Giacomo Capella             | -       | a 15'00" |
| 3    | Luigi Masetti               | -       | s.t.     |
| 4    | Giovanni Battista Cappietti | -       | a 25'00" |
| 5    | Felice Pizzagalli           | -       | a 31'00" |
| 6    | Vittorio Salvaneschi        | -       | a 31'30" |
| 7    | Ernesto Costa               | -       | a 38'00" |
| 8    | Giuseppe Mazzucotelli       | -       | a 39'00" |
| 9    | Ernesto Gilardi             | -       | a 42'00" |
| 10   | Luigi Gonetti               | -       | a 49'00" |